# 9769 Nautilus
För andra betydelser, se Nautilus.
9769 Nautilus eller 1993 DG2 är en asteroid i huvudbältet som upptäcktes den 24 februari 1993 av de båda japanska astronomerna Akira Natori och Takeshi Urata vid Yakiimo-observatoriet. Den är uppkallad efter Robert Fultons Nautilus, Jules Vernes fiktiva ubåt Nautilus och värdens första atomubåt USS Nautilus (SSN-571).
Asteroiden har en diameter på ungefär 3 kilometer.